# Li Weinan
Li Weinan (né le 17 février 1957 et mort le 9 octobre 2014,) est un athlète chinois, spécialiste du lancer du disque. 

## Biographie

### Palmarès
| Date | Compétition         | Lieu      | Résultat | Performance |
| ---- | ------------------- | --------- | -------- | ----------- |
| 1978 | Jeux asiatiques     | Bangkok   | 1er      | 56,26 m     |
| 1979 | Championnats d'Asie | Tokyo     | 2e       | 54,64 m     |
| 1981 | Championnats d'Asie | Tokyo     | 1er      | 53,30 m     |
| 1982 | Jeux asiatiques     | New Delhi | 1er      | 58,50 m     |
| 1983 | Championnats d'Asie | Koweït    | 1er      | 55,40 m     |
| 1985 | Championnats d'Asie | Jakarta   | 1er      | 55,30 m     |
| 1986 | Jeux asiatiques     | Séoul     | 1er      | 58,28 m     |
| 1987 | Championnats d'Asie | Singapour | 1er      | 56,10 m     |